# Bob Martin (golfspiller)
 For alternative betydninger, se Bob Martin. (Se også artikler, som begynder med Bob Martin)
Bob Martin (1848 – 1917) var en golfspiller fra St Andrews, Skotland, som vandt The Open Championship to gange – i 1876 og 1885, hvor mesterskabet begge gange blev spillet i hans hjemby på St Andrews Links. Han deltog i mesterskabet 13 gange i alt og var blandt de førende spillere i 1870'erne og 1880'erne, hvor han udover sine to sejre bl.a. også opnåede to anden-, en tredje- og tre fjerdepladser.